# Corinna ducke
Corinna ducke là một loài nhện trong họ Corinnidae.
Loài này thuộc chi Corinna. Corinna ducke được miêu tả năm 2000 bởi Bonaldo.